# 리 애런버그
리 애런버그(Lee Arenberg, 1962년 7월 18일 ~ )는 미국의 배우이다.

## 출연 작품
- 캐리비안의 해적
- 캐리비안의 해적2
- 캐리비안의 해적3